# Загра Камалфар
Загра Камалфар (перс. زهرا کمال فر) — іранська біженка, яка стала відома тим що з двома дітьми прожила в терміналі Московського Міжнародного аеропорту Шереметьєво десять місяців, з травня 2006 року по 14 березня 2007 року.

## Історія
Загра Камалфар була учасницею політичних протестів в Ірані, за що була заарештована в 2004 році, як і її чоловік, подальша доля якого, за словами представника Ірано-Канадського конгресу, невідома (за словами самої Захри, він був страчений вже до весни 2005 року). За допомогою рідних Захрі з дітьми — дочкою Анною і сином Давидом — вдалося в 2005 році, під час дводенної відпустки з в'язниці, втекти з Ірану і дістатися через Туреччину і Росію до Німеччини. Однак після прибуття до Франкфурт-на-Майні німецький уряд відмовив родині Камалфар в політичному притулку. Оскільки шляхові документи були визнані підробленими, а сім'я прибула до Франкфурта з Москви, вона була депортована німецькою владою назад в Росію. Оскільки і російський уряд відмовився прийняти Захру і її дітей, вони провели спочатку 13 місяців в депортаційному центрі при аеропорті «Шереметьєво», а після його закриття — десять місяців в транзитній зоні самого аеропорту. Весь цей час вони спали на підлозі, милися в громадському туалеті і харчувалися продуктами, пожертвуваними авіакомпаніями. Від нестачі вітамінів діти постійно хворіли.
У листопаді 2006 року російська влада спробувала відновити процес депортації і відправити сім'ю Камалфар в Іран, через що Загра і Ана спробували накласти на себе руки. Депортації перешкодили представники громадських організацій, які звернулися за допомогою в Управління Верховного комісара ООН у справах біженців. Сюжет про сім'ю Камалфар вийшов в ефір на каналі CNN. У січні 2007 року Загра з дітьми направила прохання про надання дозволу на проживання в Канаду, де з 1997 року проживає її брат Надер. У березні прохання було задоволено, і сім'я була відправлена авіарейсом з Москви в Торонто, а звідти в Ванкувер.
Преса знову звернула увагу на історію Захри Камалфар шістьма роками пізніше, коли в московському аеропорту виявився новий біженець без дійсного міжнародного паспорта — Едвард Сноуден.